# Ekkehard (opera)
Ekkehard je velká opera v pěti jednáních českoněmeckého skladatele Johanna Josefa Aberta na libreto Adolfa Krönera, Wilhelma Hertze a Carla Heckera na námět stejnojmenného románu Victora von Scheffela. Poprvé byla uvedena dne 11. října 1878 v královské dvorní opeře v Berlíně.

## Vznik a historie díla
Abert se ke své čtvrté opeře dostal poté, co roku 1875 přepracoval Krále Enzia, poněkud neorganicky, do stylu velké opery. Jeho další dílo již bylo koncipováno pevně v tomto žánru. Podobně jako v Meyerbeerových operách je hlavní postavou romantický hrdina váhající mezi dvěma stranami své osobnosti, který se přes svůj milostný příběh jen mimoděk stává protagonistou dějinných událostí. V opeře se střídají nejrůznější prostředí, intimní i masové scény (náboženské, milostné, vojenské i exoticky „barbarské“, zde v podobě pohanského obětního obřadu).
Námět opery pochází z dobově populární romantický román spisovatele Josepha Viktora von Scheffela, jejímž hrdinou byla historická osobnost mnicha z opatství St. Gallen Ekkeharda II. († 23. dubna 990), kterého kolem roku 973 povolala Hadwig († 994), vdova po švábském vévodovi Burchardu III. († 973), na svůj hrad Hohentwiel, aby ji vyučoval latině, a později mu dopomohla k postavení kaplana císaře Oty I. Velikého a dámského probošta v Mohuči. Jeho životní osudy, a zejména privilegovaný vztah k vévodkyni, popsal sanktgallenský mnich Ekkehard IV. († po 1057) v klášterní kronice. Ve Scheffelově románu je centrem pozornosti konflikt Ekkehardova milostného vztahu a víry, který hrdina vyřeší odchodem do ústraní, kde se věnuje sepisování kroniky; hunský motiv je jen v pozadí (Scheffelův Ekkehard je tak poněkud amalgámem Ekkeharda I., II. a IV.).
Abert se se Scheffelem znal osobně; jeho vydavatel Adolf Kröner pak spisovatele požádal o svolení zpracovat námět na operní libreto. Hlavních rysů zpracování se Kröner ujal sám. Provedl dějové změny, z nichž nejvýznamnější je operně účinnější konec: Ekkehard neodchází do ústraní, ale padne v boji proti Hunům. Postava typického operního intrikána a Ekkehardova rivala o lásku vévodkyně Hadwig, hraběte Montforta, je zcela Krönerovým přídavkem, oproti tomu originálnější postava „Lesní ženy“, zosobňující přetrvávající pohanství, je přítomna již v románu. Detailní vypracování textu Kröner přenechal svým spolupracovníkům Wilhelmu Hertzovi a Carlu Heckerovi.
Abert text zhudebnil v souladu se svou dosavadní orientací ve stylu francouzské velké opery, avšak v dosti jednotném stylu vyznačujícím se hlavně lyricismem, o kterém svědčí například melodické vedení hlasů v recitativech, díky němuž se dílo ocitá na pomezí číslové a prokomponované opery. Spíše než sólová čísla jsou účinné ansámbly, divadelní cit a zkušenost dokazují zejména finále všech pěti dějství. Hlavními a kontrastními tématy jsou melancholická a tajemná píseň Lesní ženy na jedné straně a bitevní zpěv mnichů na straně druhé.
Na rozdíl od dřívějších Abertových oper měl Ekkehard premiéru v královské opeře v Berlíně, hlavním městě nově sjednoceného Německa. Měl značný úspěch, ač nezastínil Astorgu, a byl hrán na četných německých jevištích. V Abertově domovském působišti Stuttgartu byl poprvé hrán roku 1880 a skladatel při té příležitosti obdržel od württemberského krále velkou zlatou medaili se stužkou korunního řádu. V českém tisku se objevilo volání po uvedení této opery „našeho geniálního krajana“ ve Stavovském divadle poté, co dosáhla úspěchu v Mnichově roku 1882. Ostatně Abertova nejpopulárnější opera „Astorga“ se v té době hrála na české i německé pražské scéně. Vedení Stavovského divadla se k tomu však neodhodlalo, zřejmě i s ohledem na skutečnost, že v roce 1876 Abertův „Enzio Hohenštaufský“ propadl.
Jako dosud jediná opera vyšel Ekkehard na zvukovém záznamu, živé nahrávce z festivalu v Bad Urachu z roku 1998. Jedná se o první nahrávku, na níž vystupuje významný současný tenorista Jonas Kaufmann.

## Osoby
- Hadwig, vévodkyně švábská, soprán
- Praxedis, její důvěrnice, soprán
- Ekkehard, mnich ze St. Gallenu, tenor
- Opat Watzmann, bas
- Hrabě z Montfortu, baryton
- Rudimann, sklepník, baryton
- Spazzo, Hadwižin komorník, baryton
- Lesní žena, mezzosoprán
- Šlechtičny, rytíři, ozbrojenci, mnichové, žáci klášterní školy, vinaři, rybáři, pážata, venkovské obyvatelstvo, sloužící

## Děj opery
Odehrává se před klášterem Reichenau a na hradě Hohentwiel a v jeho okolí v desátém století.

### 1. dějství
(Před klášterem Reichenau) Na vinicích reichenauského kláštera sbírají poddaní vesele vinné hrozny. Klášterní sklepník Rundimann pěje chvalozpěv na klášterní víno. Objeví se Lesní žena vyzývající zlomyslně Wodana, aby do mnišského vína přimíchal jed, ale Rudimann ji zažene. Z kláštera vycházejí mnichové, žehnají hroznům a opat Watzmann zasvěcuje sebrané víno patronu kláštera svatému Pirminu. (Č. 1: sbor vinařů Herbstsonne leuchtet mit mildem Schein, Rudimannova píseň Nun lastet die Arbeit, sbor mnichů Die Glocken läuten die Lese ein a Watzmannova modlitba Ihr alle, versammelt hier in frommen Sinn.) U vinice se zastaví ovdovělá švábská vévodkyně Hadwig (se svou společnicí Praxedis), která se na svém hradě Hohentwielu nudí a prchá před nápadníky, z nichž zejména pan Montfort jí svou zamilovaností nahání až hrůzu. Přesto Hadwig touží po lásce, která je jí jako vládkyni zdá se odepřena. (Č. 2: duet Da wären wir, dem Zwange entronnen… In meiner Brust ein Feuer glüht.) Již podnapilý Rudimann obtěžuje obě ženy, dokud na jejich obranu nezasáhne přicházející mnich Ekkehard. zatímco Rudimann zuří, Hadwig a Praxedis okamžitě podléhají mužné osobnosti svého zachránce a on má oči jen pro vévodkyni. (Č. 3: scéna Rudimanna Geprobt und gesegnet sind Reben und Wein a kvartet Wer ist die Fremde, deren holdes Bild.)
Opat Watzmann přichází vyšetřovat, co se stalo. Rudimann mu žaluje na cizince, který přišel z kláštera v St. Gallenu a obluzuje posluchače pohanskými písněmi o lásce. Ekkehard se hájí tím, že se jedná o Vergiliovu Aeneis, ale pro Watzmanna a mnichy je to jedno a totéž. Když se za něj přimlouvají ženy, opat žádá po pacholcích, aby poběhlice vyhnali. (Č. 4: scéna Haha, mit eigenen Augen nun schaut s vyprávěním Rudimanna Ehrwürdiger Vater, verzeihet mir a Ekkeharda Halt ein, hier ist das Pergament.) Hrabě Montfort přichází a zdraví Hadwig jako vévodkyni. Opat a mnichové nabízejí zmateni a zahanbeni omluvy, ale Hadwig si jich nevšímá. Nad Ekkehardem vznáší po jeho zatvrzelé hříchy trest: musí s ní na její hrad a stane se jejím „předčitatelem Vergilia“ (i když vévodkyně přizná, že latině nerozumí). Hadwig se rozhoduje prohlédnout si klášter a jeho poklady. Opat tvrdí, že svatý Pirmin zakázal, aby na práh kláštera vstoupila ženská noha, ale Ekkehard přikryje práh šátkem a Hadwig vejde. Všichni ji následují s různými myšlenkami: Ekkehard myslí na ni, Praxedis na něho, v Montfortovi klíčí žárlivost, opat doufá ve shovívavost svatého patrona, Rudimann se vzpamatovává z příhody a mnichové provolávají slávu vévodkyni. (Č. 5: finále s árií Hadwig Den Herbst zu feiern mir gefiel a ansámblem O holder Tag, o frohe Fahrt).

### 2. dějství
(Zahrady u hradu Hohentwielu) Ekkehard předčítá z Aeneidy. Hadwig a Praxedis s vytržením naslouchají. Vyprávění přeruší zpěv Lesní ženy, který zaznívá zvenčí. Brzy totiž bude slavnost slunovratu a u Pohanského kamene se má konat krvavá oběť starým bohům. Ekkehard se v náboženské horlivosti rozhoduje, že musí tento obřad překazit. Hadwig si začíná uvědomovat, že Ekkeharda miluje, stejně tak Praxedis. To neujde ani žárlivému Montfortovi. Rovněž Ekkehard cítí, jak na něj vévodkyně působí. Jen komořího Spazza nejvíce trápí, že kvůli otálení v zahradě vystydne večeře. (Č. 6: Ekkehardova árie Da saß die Königin vor der Juno Tempel, píseň Lesní ženy Der Abend kommt, und die Nachtluft weht a ansámbl Nun wird mir plötzlich alles kund.) Montfort se smlouvá s Lesní ženou: oba mají zájem na zničení mladého mnicha. Lesní žena slibuje Motfortovi připravit nápoj lásky i jed. Na otázku, zda je již blízko hunské vojsko, z opatrnosti neodpovídá, ale dává si s ním schůzku u Pohanského kamene při slavnosti slunovratu. Montfort je ochoten pro získání Hadwig udělat všechno, jak přivodit zkázu Ekkehardovi, tak případně i přivést hunské nájezdníky. (Č. 7: scéna 'Klar ist es nun, ja, ich bin verschmäht a Montfortova árie Beendigt sei das Gaukelspiel.)
(Proměna – U Pohanského kamene) Pohanská oběť je v plném proudu. Lesní žena dává Montfortovi slíbený nápoj a prozrazuje mu, že Hunové už jsou u Rýna a o novoluní budou zde. (Č. 8: sbor a duet Die Götter, die uns teuer.) Pohané tančí kolem model, vzývání Wodana, Froha a dalších bohů vede Lesní žena. Vtom se objeví Ekkehard, a přestože jej Lesní žena zastavuje a hrozí mu, bez potíží skácí ve jménu svého boha podoby bohů předkřesťanských. Přes naléhání Lesní ženy to na přítomné pohany učiní dojem a začnou pochybovat o starých bozích před důkazem moci křesťanského boha. Tu vmete Lesní žena Ekkehardovi do tváře, že sice hovoří o Bohu, sám ale hříšnou láskou miluje vévodkyni. Ekkehard si uvědomuje pravdivost tohoto obvinění a v rozpacích odchází. Pohané vidouce jeho porážku se vracejí ke starým bohům. (Č. 9: finále se sborem Wir ziehen zum heiligen Tag, písní Lesní ženy Entflammt sind die Feuer a závěrečnou scénou Weh über euch, verstockte Sünderschar.)

### 3. dějství
(Ve hradní kapli) Lidé zdobí náhrobek zemřelého vévody Burkharda na jeho jmeniny. (Č. 6: sbor Mit schönster Blümenfülle.) Když odejdou, hledá v kapli útočiště Ekkehard, jehož duše je rozervána mezi lásku k vévodkyni a vědomí hříchu. (Č. 11: árie Der gedanken Sturm zu bannen… Herr, der du eins über stürmende Wellen.) Ke hrobu svého manžela se přichází modlit i Hadwig. (Č. 12: modlitba O Herr über Leben und Tod.) Ekkehard se jí dá poznat, vyzná jí lásku a z vévodkyniných slov vytuší, že i ona ho miluje. Hadwig má strach, ale Ekkehard propadá neovladatelnému nadšení. V okamžiku, kdy se obrací na podobiznu Krista se žádostí o posvěcení jejich svazku, vstupují do kaple mnichové v čele s opatem Watzmannem. Vyslovují nad rouhačem a smrtelným hříšníkem nejtvrdší kletbu a hodlají ho předat světskému soudu. Ekkehard prosí Hadwig o milost, ale ta jako vladařka nemůže učinit jinak, než dát průchod spravedlnosti. (Č. 13: duet Hadwig! – Wer stört mich?… O traute Klostereinsamkeit a finále Sacrilegium!… Härtester Buße sei er geweiht.)

### 4. dějství
(V zahradě hradu Hohentwielu) Montfort se potají schází s Lesní ženou. Vyčítá jí, že slíbený nápoj lásky neúčinkoval, a ona jej ujišťuje, že u vévodkyně dosáhne svého, až v čele Hunů dobude hrad. Na ohňové znamení začne útok. Č. 14: duet Wir sind zur Stelle, sieh', am Söller droben… Er schwankt! Triumph, ich bin am Ziel!.) Praxedis se podařilo osvobodit Ekkeharda. Přiznává mu svou lásku a vypráví mu o nebezpečí hunského vpádu. Ekkehard se hodlá účastnit boje a v něm docílit, aby byl hoden své milované ženy. Praxedis mu přináší meč a zbroj vévody Burkharda a sama se chce bít po jeho boku v přestrojení za novice. (Č. 15: árie Praxedis Rings tiefe Stille. Alles ruht a duet Wer rief aus Kerkers Dunkel mich?)
Na ohňové znamení začíná boj. Ekkehard se vrhá do vřavy a před hradní branou se mu podaří probodnout Montforta. Opat Watzmann vede do bitvy mnišský pluk. S velikým úsilím se jim podaří hunské vojsko odvrátit. Hrad je v plamenech, Ekkehard z něj však vynáší zachráněnou vévodkyni. (Č. 16: Ekkehardova árie Ha, welch ein Strahl ward plötzlich dorst entfacht! a bitevní scéna s válečnou písní mnichů Die einst gedient dir mit Kreuz und Brevier.)

### 5. dějství
(Před Hohentwielem) Hadwig očekává návrat neznámého reka, který se včas postavil v čelo jejího vojska a kterému chce před vším lidem vzdát díky za vítězství. Lesní žena, sama smrtelně raněna, nejprve vévodkyni popisuje hrdinské činy tohoto rytíře v brnění zemřelého vévody, pak jí prozrazuje, že to byl Ekkehard, a popisuje porážku hunského vojska. Na naléhavou Hadwižinu otázku odpovídá, že Ekkehard padl zasažen otráveným hunským šípem. (Č. 17: duet Hier pflanzt das Banner Schwabens auf! s vyprávěním Lesní ženy Heiß loderte die Schlacht.) Švábští rytíři se vracejí s vítěznou písní a oslavují hrdinu. (Č. 18: sbor Heil den Kämpen, die gestritten.) Současně jsou přinášeni umírající Ekkehard a Praxedis. Lesní žena vydechuje naposledy s kletbou křesťanskému bohu na rtech.
Ekkehard žádá Hadwižino odpuštění a vévodkyně mu je ráda udělí. S ním se Ekkehard cítí hoden předstoupit očištěn před stvořitele a strhává si obvazy s ran. Je pro něj štěstím, že může umřít pro její lásku. Hadwig konečně vysloví přiznání, že Ekkeharda miluje, a ten usmířen umírá. Loučí se s ním vévodkyně i Praxedis, jež sama cítí svůj blízký konec. Lid se loučí s hrdinou příběhu, o kterém se bude zpívat ještě ve vzdálené budoucnosti. (Č. 19: finle Entzetzliches Gesicht, mein Herz entbebt… O Götterbild aus Himmelssphären.)

## Nahrávka
- 1998 CD (4. 10., živý záznam z festivalu v Bad Urachu). Zpívají: (Hadwig) Nyla van Ingen, (Praxedis) Susanne Kelling, (Spazzo) Henryk Böhm, (Montfort) Jörg Hempel, (Watzmann) Alfred Reiter, (Rudimann) Christian Gerhaher, (Ekkehard) Jonas Kaufmann, (Lesní žena) Mihoko Fujimura. Stuttgarter Choristen a SWR Rundfunkorchester Kaiserslautern řídí Peter Falk. (Capriccio) Delta Music Stereo 60 080.[6]